# Тонны
Тонны, или бочёнки (лат. Tonnidae), — семейство морских брюхоногих моллюсков из отряда Littorinimorpha.

## Описание
Крупные или средних размеров моллюски. Раковина представителей семейства  имеют шаровидно-овальную форму. раковина с 4—5 умеренно выпуклыми оборотами, тонкостенная с коротким завитком и круглым устьем. Поверхность раковины гладкая. Оперкулум отсутствует.
Обитают на песчаном и илистом дне на глубине 5—80 метров. Хищники, питаются иглокожими, предпочитая голотурий. Слюна содержит свободную серную кислоту, а также аспаргиновую кислоту, приводящую в оцепенение иглокожих.

## Классификация
На июнь 2020 года в семейство включают 3 рода:
- Eudolium Dall, 1889
- Malea Valenciennes, 1832
- Tonna Brünnich, 1771

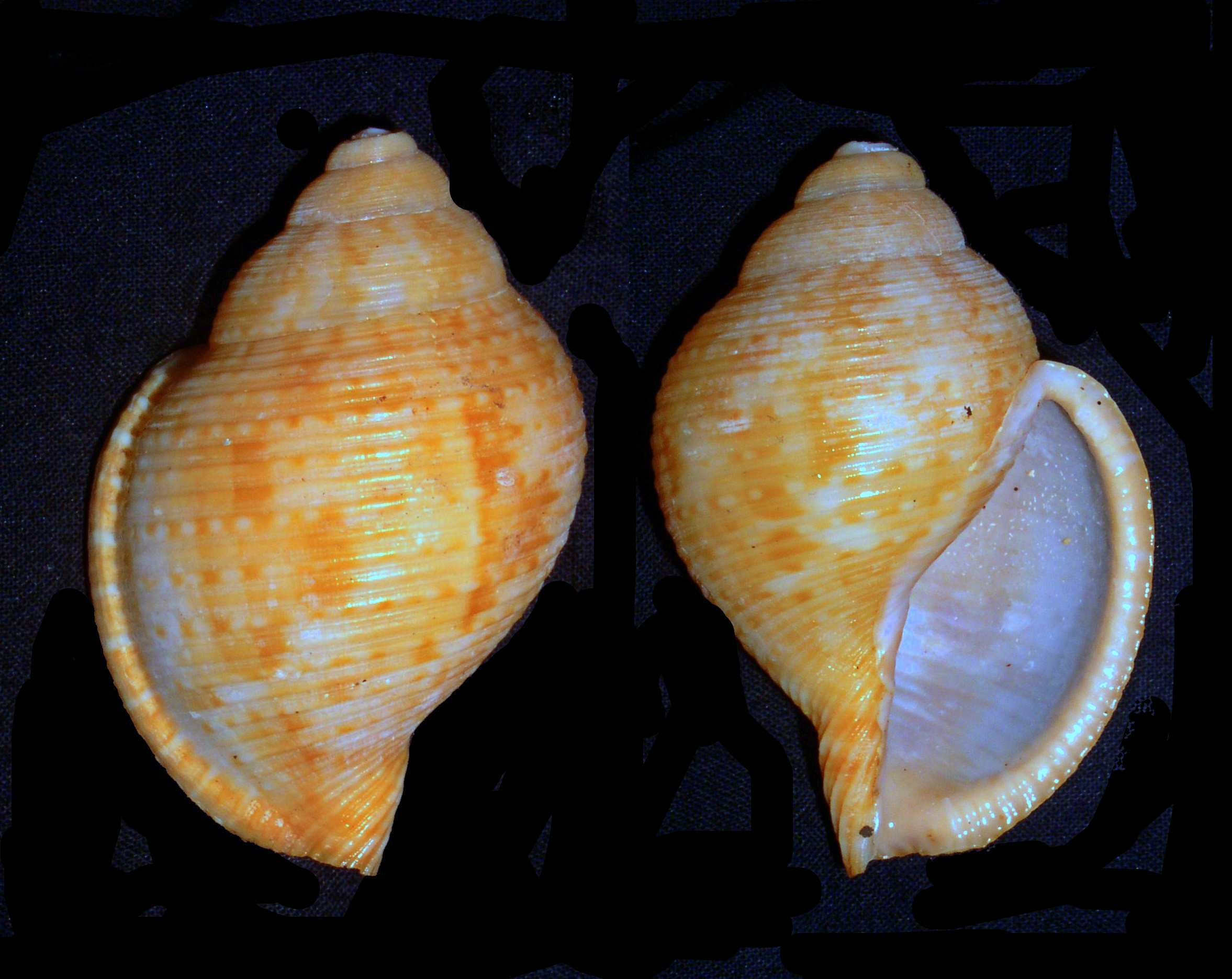
Tonna allium
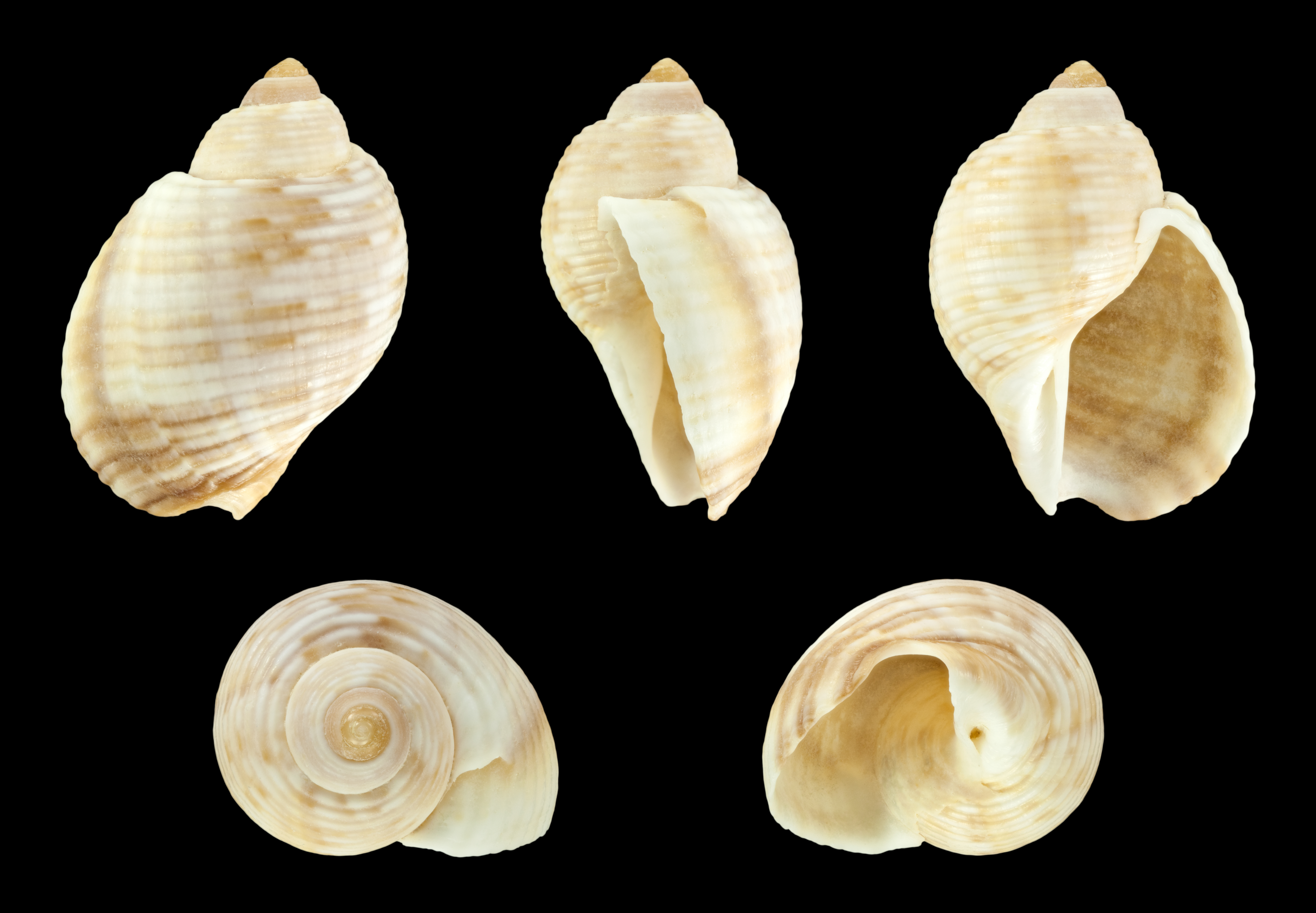
Tonna pennata
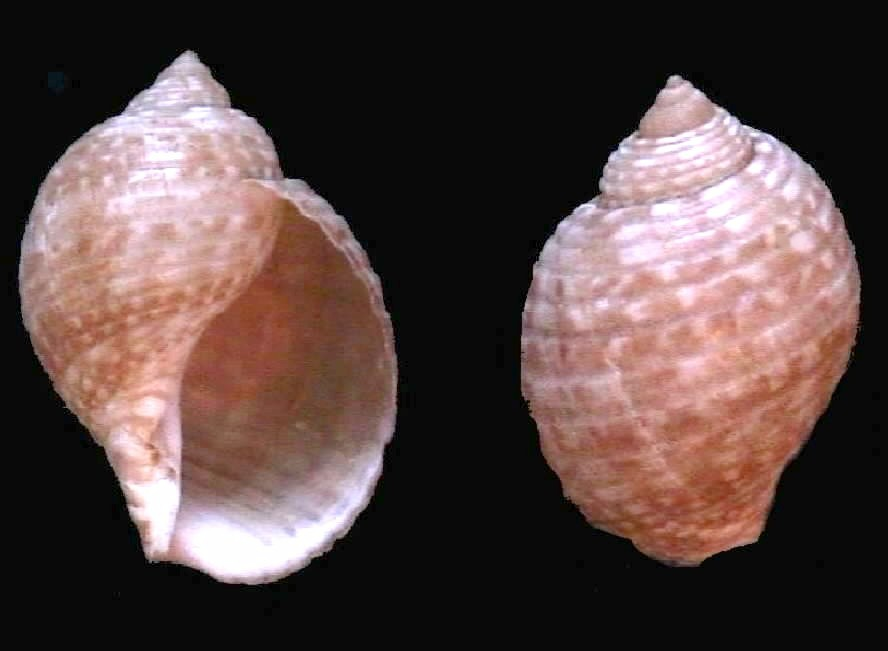
Tonna maculosa
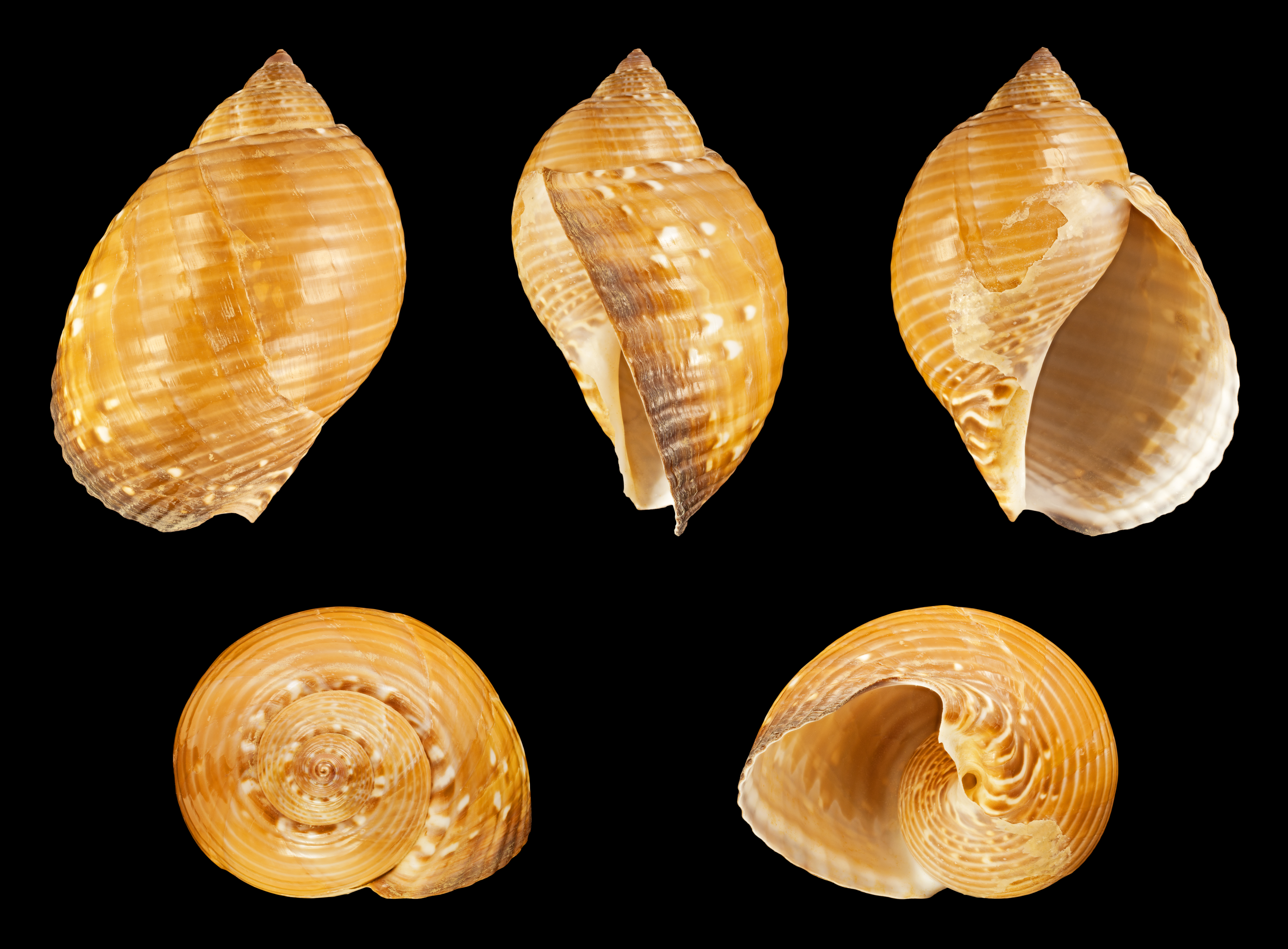
Tonna perdix
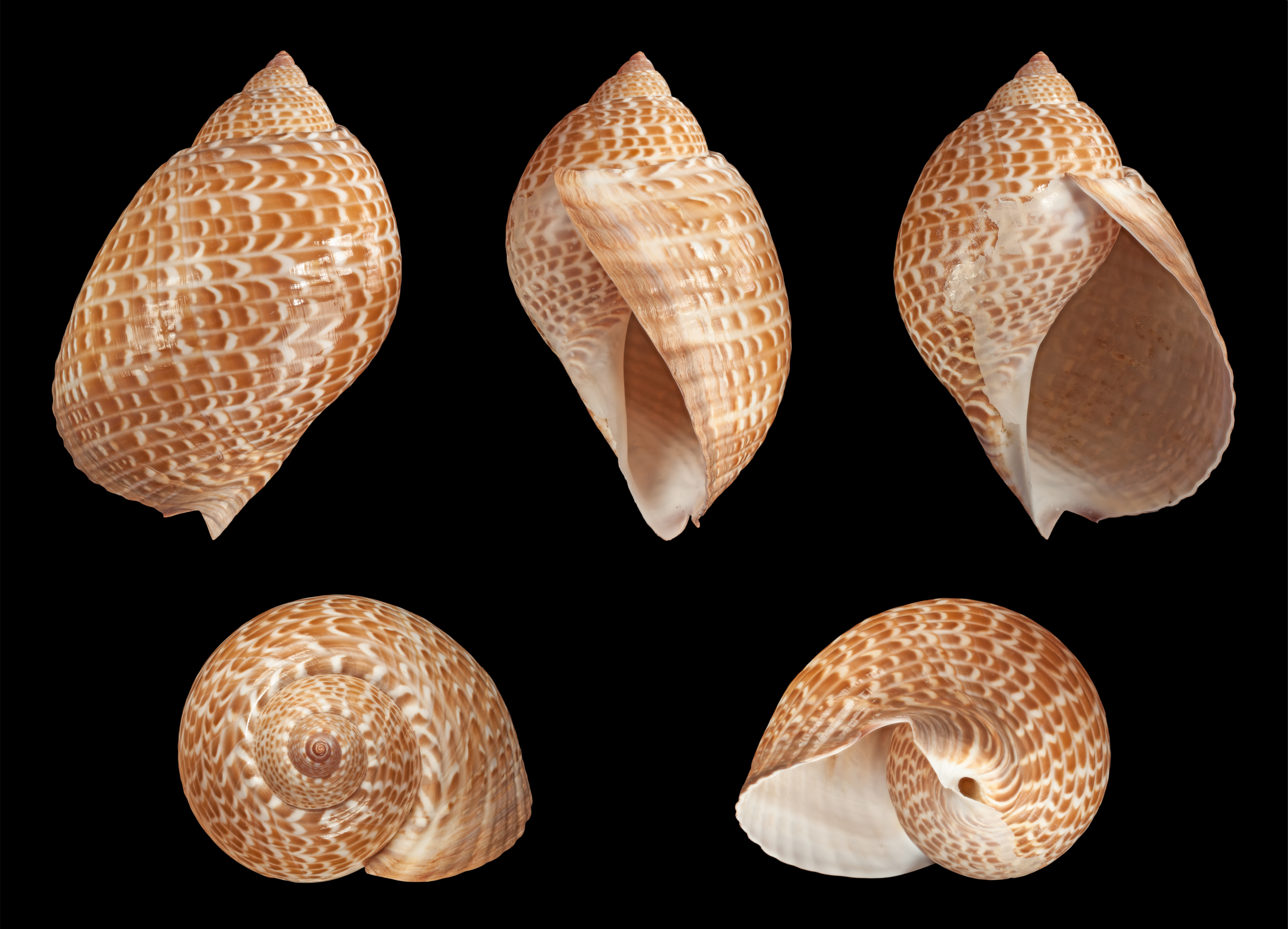
Tonna perdix
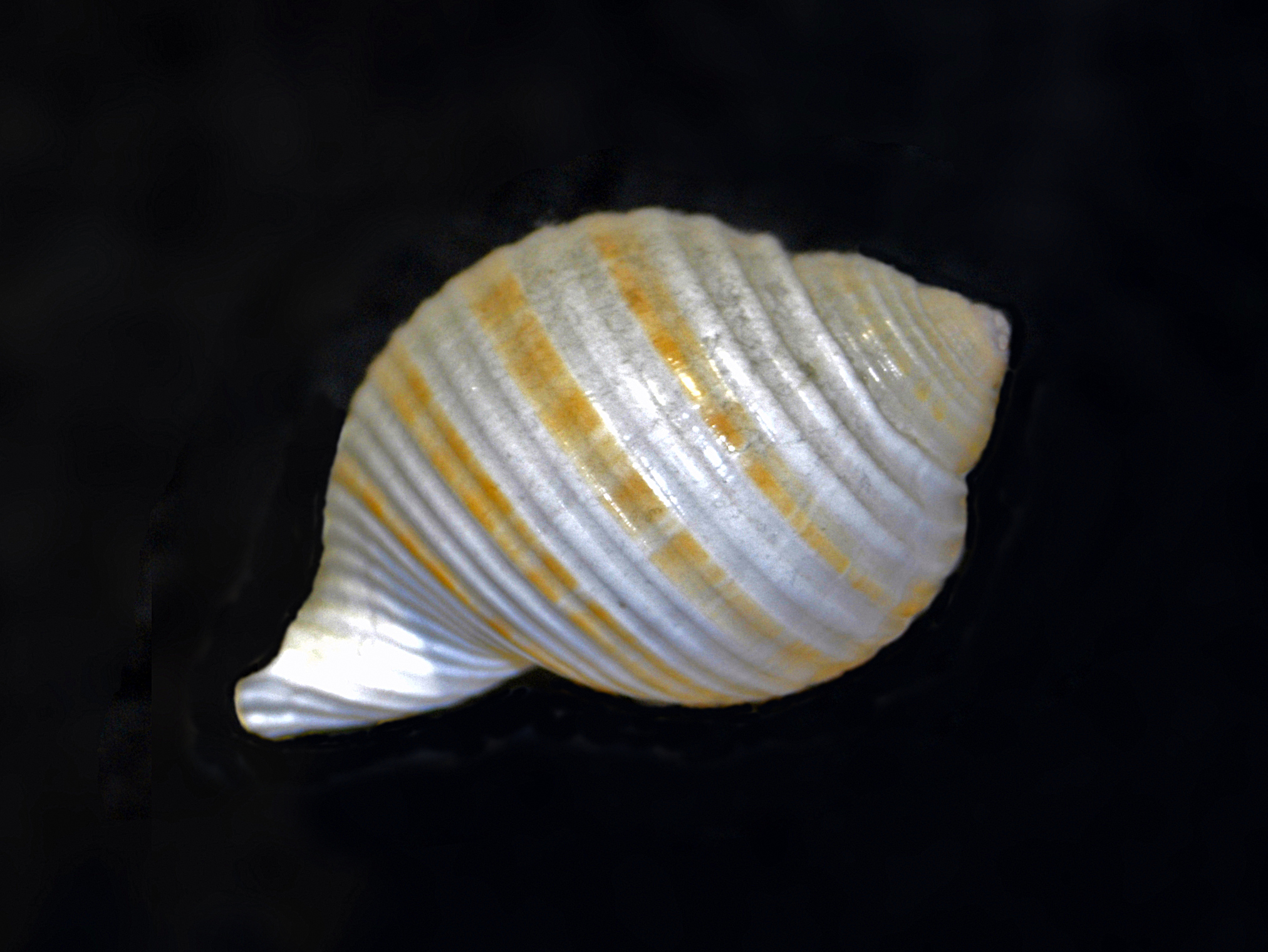
Tonna sulcosa